# Campidà de Càller
El Campidà de Càller és una subregió històrica de la Sardenya sud-oriental, a la província de Càller. Limita al nord i est amb les subregions de Trexenta, Parteòlla i Sarrabus-Gerrei, i a l'oest amb les de Sulcis-Iglesiente i Monreale. Durant l'edat mitjana el seu territori formà part de les curatories de Càller, Decimo, Gippi i Nuraminis, del Jutjat de Càller.
Geogràficament representa la divisió convencional de la zona sud de la plana del Campidà, que té com a centres principals Càller i Quart, i les viles immediatament al nord-oest de Càller. És al costat del mar, i inclou la costa est del golf de Càller, fins a la localitat de Crabonaxa.
La zona és coneguda per les diferents llacunes costaneres que s'han desenvolupat al voltant dels principals centres urbans, sobretot a la capital, Càller. En aquestes masses d'aigua hi viuen estacionalment flamencs rosats.